# Nongmaithem Ratanbala Devi
Nongmaithem Ratanbala Devi (Manipur, 2 dicembre 1999) è una calciatrice indiana, centrocampista del Gokulam Kerala e della nazionale indiana.
Ratanbala Devi è famosa per le sue discese da una parte all'altra del campo, aiutando la squadra sia in difesa che nella fase offensiva, trovando spesso spazi non sempre scontati. Si è fatta notare per alcune brillanti prestazioni al Torneo COTIF del 2019, dove ha siglato il pareggio contro la Bolivia.